# Thảm họa Kyshtym
Thảm họa Kyshtym là một tai nạn ô nhiễm phóng xạ xảy ra vào ngày 29 tháng 9 năm 1957 tại Mayak, một khu vực sản xuất plutoni ở Nga cho vũ khí hạt nhân và nhà máy tái chế nhiên liệu hạt nhân của Liên Xô. Nó được coi là thảm họa Cấp 6 về Quy mô Sự kiện Hạt nhân Quốc tế (INES), khiến nó trở thành vụ tai nạn hạt nhân nghiêm trọng thứ ba được ghi nhận, sau thảm họa hạt nhân Fukushima Daiichi và thảm họa Chernobyl (cả Cấp 7 trên INES). Sự kiện này xảy ra ở Ozyorsk, Chelyabinsk Oblast, một thành phố khép kín được xây dựng xung quanh nhà máy Mayak, và lây lan các hạt nóng trong hơn 20.000 dặm vuông (52.000 km2), nơi có ít nhất 270.000 người sinh sống. Vì Ozyorsk / Mayak (tên Chelyabinsk-40, sau đó Chelyabinsk-65, cho đến năm 1994) không được đánh dấu trên bản đồ, thảm họa được đặt tên theo Kyshtym, thị trấn được biết đến gần nhất.